# جيريمي ماثيو
جيريمي ماثيو (بالفرنسية: Jérémy Mathieu)‏ (مواليد 29 أكتوبر 1983 في لوكسويل لو باين - فرنسا) لاعب كرة قدم فرنسي سابق، كان يلعب لصالح سبورتينغ لشبونة بعد انتقاله من نادي برشلونة ويلعب في مركز الدفاع كما يجيد اللعب في مركز الوسط الأيسر.

## روابط خارجية
- جيريمي ماثيو على موقع الاتحاد الدولي (مؤرشف)  (الإنجليزية)
- جيريمي ماثيو على موقع الاتحاد الأوربي (الإنجليزية)
- جيريمي ماثيو على موقع رابطة كرة القدم الفرنسية للمحترفين (الإنجليزية)
- جيريمي ماثيو على موقع قاعدة بيانات كرة القدم.إي يو (الإنجليزية)
- جيريمي ماثيو على موقع ليكيب (الفرنسية)
- جيريمي ماثيو على موقع ناشيونال فوتبول تيمز (الإنجليزية)
- جيريمي ماثيو على موقع Soccerway.com (الإنجليزية)
- جيريمي ماثيو على موقع عالم كرة القدم.نت (الإنجليزية)
- جيريمي ماثيو على موقع AS.com (الإسبانية)